# Бронепалубные крейсера типа «Бремен»
Бронепалубные крейсера типа «Бремен» — тип бронепалубных крейсеров, входивших в состав Императорских ВМС Германии в 1900-х — 1910-х гг. Участвовали в морских сражениях Первой мировой войны, в ходе которой погибли два корабля этого типа. После её окончания крейсера «Гамбург» и «Берлин» продолжили службу в составе Рейхсмарине. «Любек», из этой же серии, известен тем, что стал первым германским крейсером, оснащенным паровыми турбинами.

## История создания
Военно-морской закон 1898 года санкционировал закладку к 1904 году 30 новых малых крейсеров, крейсера типа «Газелле» — были первыми десять кораблей построенные по этому закону. Тип «Бремен» отличался от них увеличенными размерами и скоростью.
Крейсера типа «Бремен» продолжали линию развития немецких бронепалубных крейсеров, совмещавших в себе функции крейсера-разведчика при эскадре («скаута») и крейсера для службы на отдалённых театрах и в колониях. Корабли отличались хорошей мореходностью и манёвренностью. В то время, как на всех кораблях данного типа в качестве главной энергетической установки были установлены паровые машины с приводом на два гребных вала, «Любек» отличался тем, что на нём, впервые среди крейсеров ВМС Германии, были установлены паровые турбины Парсонса, вращавшие четыре гребных вала (первоначально с восемью винтами на четырёх валах, позднее — с четырьмя).
Именно с этих кораблей началась традиция, не прервавшаяся до исчезновения в Германском флоте самого класса крейсеров, называть немецкие малые крейсера по названиям городов. Титульный город брал шефство над своим крейсером, на спуск на воду корабля приглашался бургомистр города.

## Конструкция

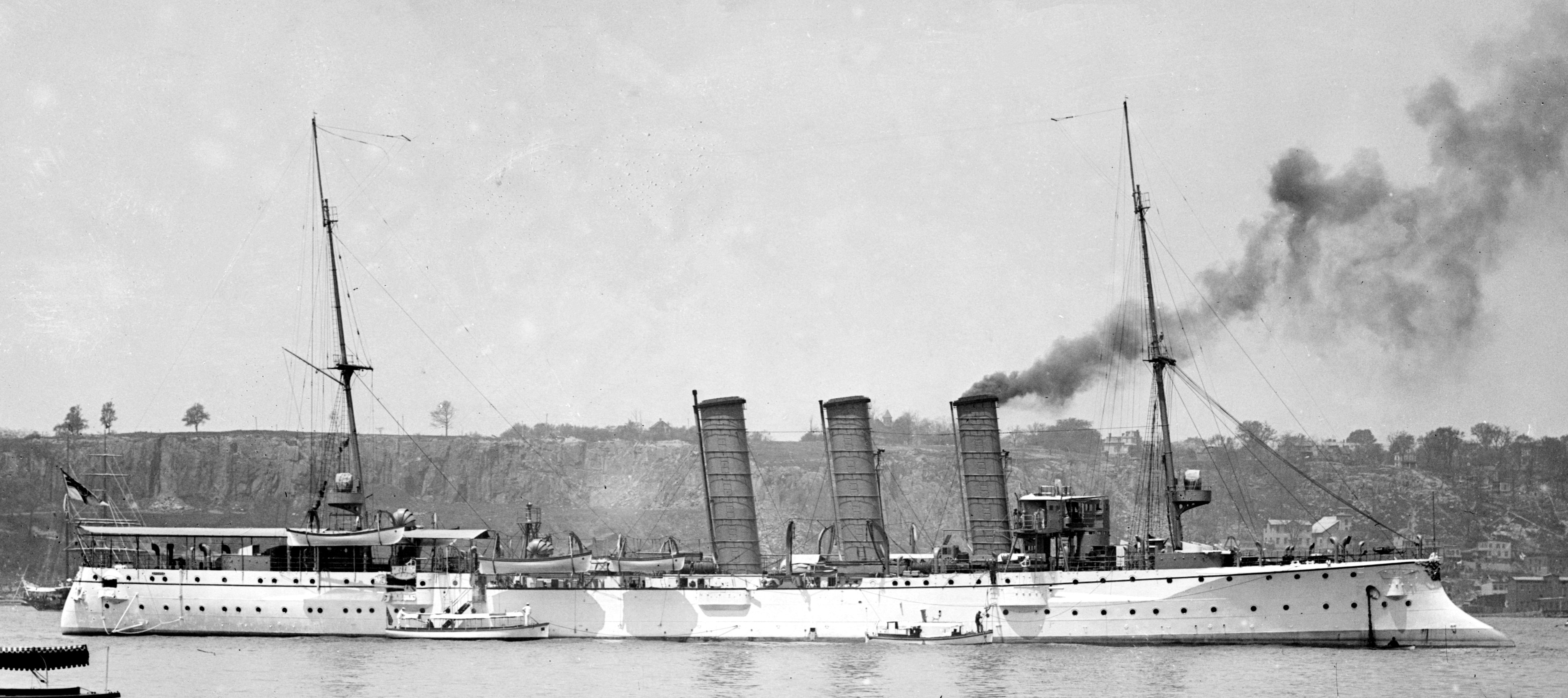
Бремен

Крейсера имели нормальное водоизмещение 3278 т, полное — 3816 т, длину 110,6 м по ватерлинии (111,1 м — максимальную), ширину 13,3 м, осадку 5,28 — 5,68 м. Двойное дно шло на 56 % длины корпуса. Корпус был разделён на двенадцать основных отсеков. Первоначально корабли имели штатную численность экипажа четырнадцать офицеров и от 274 до 287 нижних чинов, в военное время экипаж был увеличен до 19 и 330 соответственно.

### Вооружение

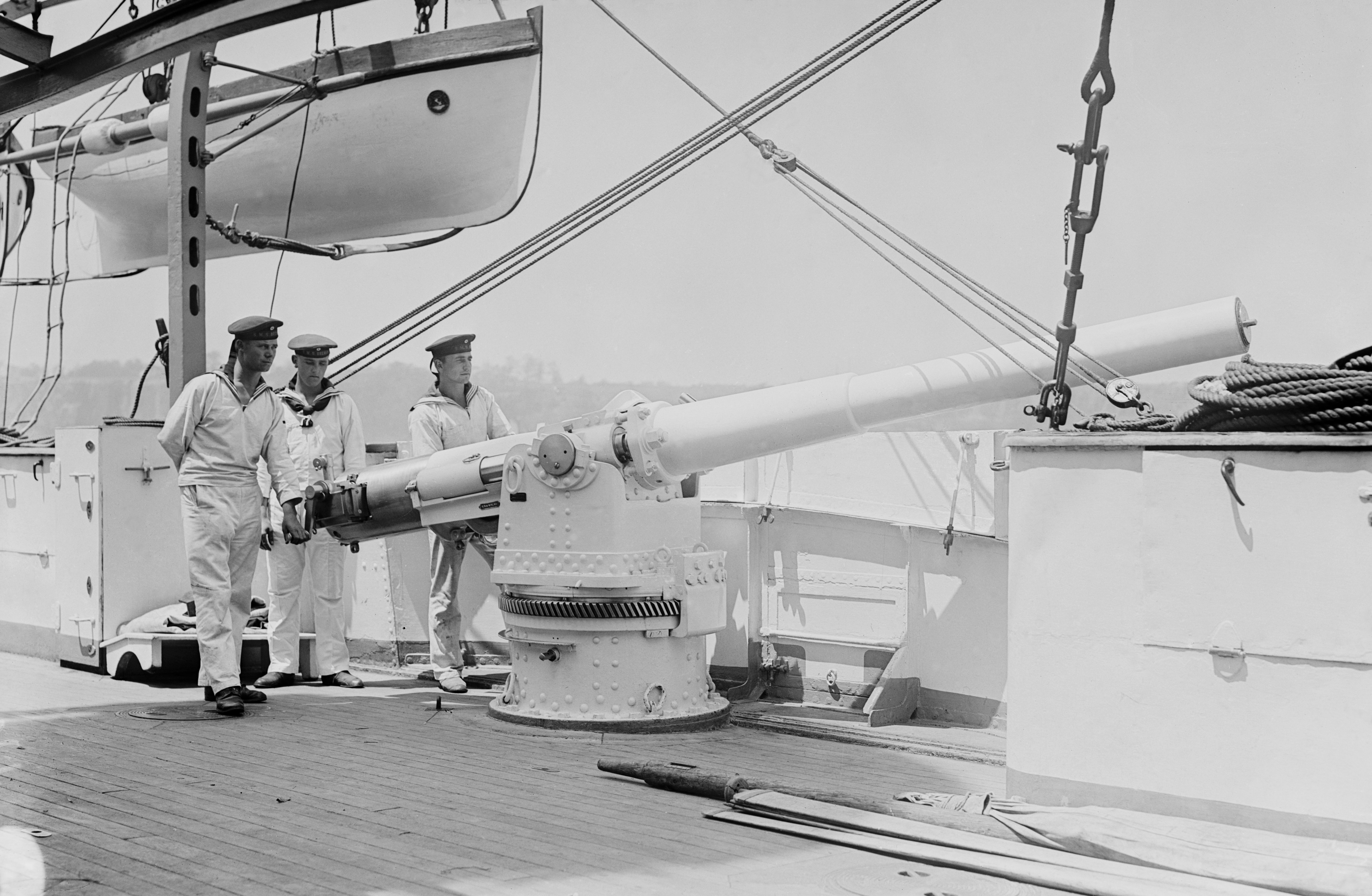
105-мм орудие ГК на «Бремене»

Корабли были вооружены десятью орудиями 10,5 см SK L/40 в одиночных установках. Два из них были помещены бок о бок впереди на баке, шесть были расположены в средней части судна, три с каждой стороны, и два были помещены бок о бок на корме. Пушки могли поражать цели на дальностях до 12 200 м. Боекомплект составлял 1500 выстрелов (150 снарядов на ствол). Крейсера были также оснащены двумя 45 см траверсными подводными торпедными аппаратами с общим боезапасом из пяти торпед. Из-за нехватки положенных по проекту автоматических пушек Ма́ксима, большая часть кораблей была вооружена восемью 3,7 см револьверными пушками, последствии и те и другие были заменены на пулемёты MG 08. «Бремен» и «Любек» в 1916 году были перевооружены на 2 × 150 мм/45 и 6 × 105 мм/40 орудий.

### Бронирование
Карапасная броневая палуба являлась главной защитой крейсеров. Горизонтальный участок палубы имел толщину 20-35 мм, скосы опускавшиеся к бортам имели толщину 50-80 мм. Также палуба опускалась к носу и корме крейсера. Боевая рубка имела толщину стенок 100 мм, а крыши — 20 мм. Щиты орудий главного калибра имели толщину 50 мм.

### Силовая установка

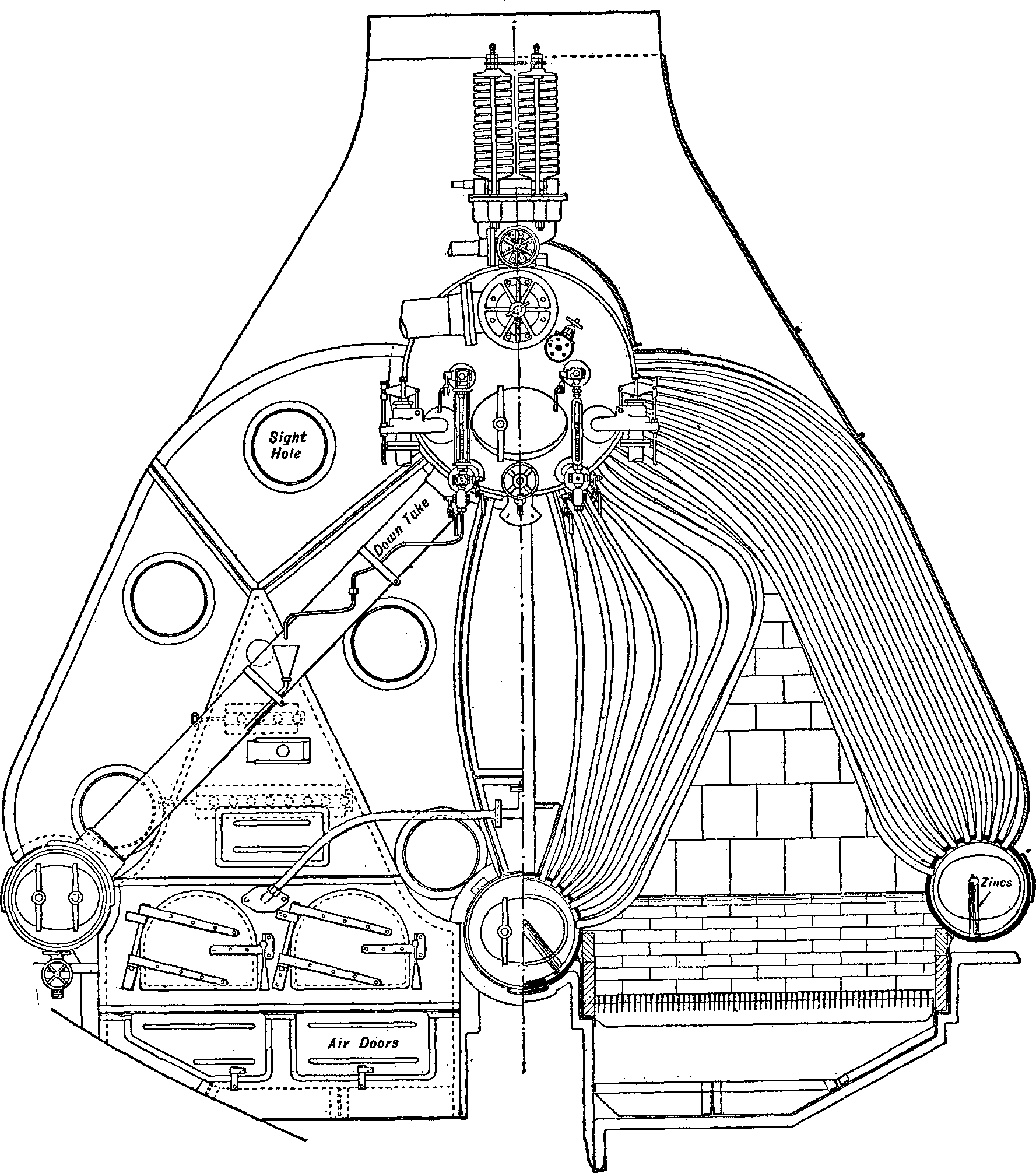
котёл Шульца-Торникрофта

На крейсерах типа «Бремен» устанавливались 10 тонкотрубных котлов военно-морского типа (все котлы были с угольным отоплением), вырабатывающие пар с рабочим давлением 15 атм. с поверхностью нагрева 2750—2810 м².
За исключением «Любека», силовая установка судов состояла из двух машин тройного расширения, номинальной мощностью 10 000 лошадиных сил. Это должно было обеспечивать проектную максимальную скорость 22 узла (41 км / ч). «Любек» был оснащен парой паровых турбин Парсонса, рассчитанных на 11 500 лошадиных сил (8600 кВт) и имел проектную максимальную скорость 22,5 узла (41,7 км / ч). На испытаниях все семь кораблей превысили проектную скорость показав 23,1 — 23,4 узла, при этом турбинный «Любек» оказался самым медленным. Запас топлива составлял до 860 тонн угля, дальность первых трёх кораблей составляла 4270 морских миль (7910 км) на ходу 12 узлов (22 км / ч). Менее эффективные турбины Любека сократили дальность до 3800 миль (7000 км), последние три корабля типа имели большую дальность: 4690 миль (8690 км). На «Бремене» и «Гамбурге» было три генератора, которые производили электроэнергию общей мощностью 111 киловатт при напряжении 110 вольт. Остальные корабли имели два генератора мощностью 90 киловатт с тем же напряжением.
Котлы Шульца-Торникрофта имели верхний паровой цилиндр, который соединялся с нижним паровым цилиндром, а тот в свою очередь, восемью изогнутыми циркуляционными трубками с двумя внешними паровыми цилиндрами. Испарители и цилиндры были тоже соединены трубками, которые образовывали форму стенок и крыши топки. Всё это было покрыто огнеупорным кирпичом. Котёл сверху был накрыт листами стали под которыми находился асбест, число трубок в котле 1764.

## Служба
Довоенная служба крейсеров была менее насыщенной, чем у крейсеров типа «Газелле». Самым интересным событием было крейсирование только что построенного Любека в Финском заливе во время Первой русской революции 1905 года. Задачей корабля было, если не удастся удержать власть в Петербурге, спасти царя и царскую семью.

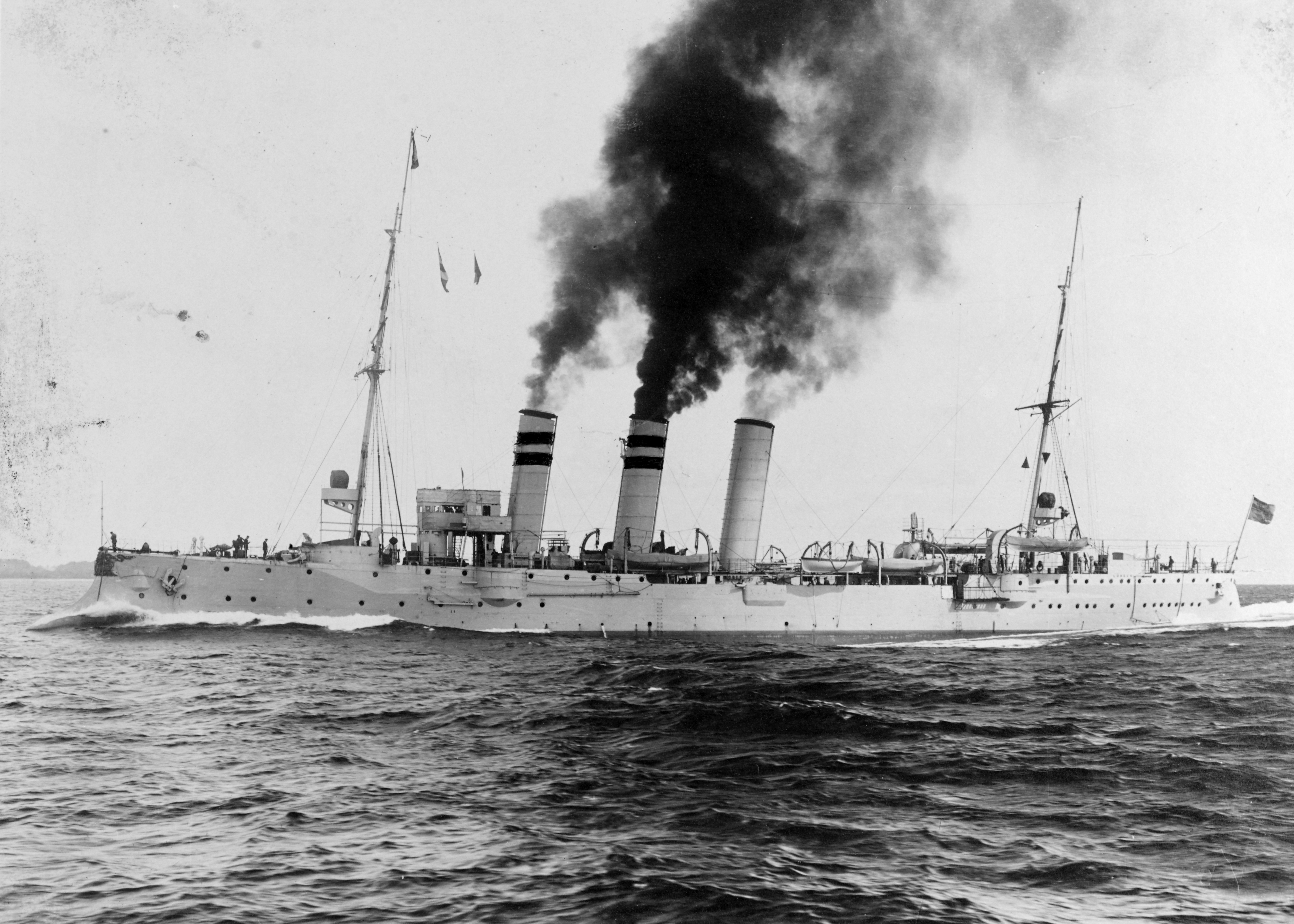
SMS Lübeck около 1907 года

К началу Первой мировой войны данный тип считался устаревшим. Однако, несмотря на это, крейсера типа «Бремен» активно использовались в самых разных операциях на море.
«Лейпциг» входил в состав Крейсерской эскадры в дальневосточных водах адмирала графа фон Шпее, участвовал в битве при Коронеле 1 октября 1914, потоплен 8 декабря того же года в бою у Фолклендских островов артиллерийским огнём британских крейсеров «Корнуолл» и «Глазго». Погибло 315 человек.
«Бремен» участвовал в боевых действиях на Балтике, погиб после подрыва на двух морских минах заграждения, выставленных русскими эскадренными миноносцами «Новик», «Победитель» и «Забияка», погибло 250 человек. По другим данным, крейсер потопила британская подводная лодка E-9.
Остальные крейсера пережили Первую мировую войну.
После капитуляции Германии согласно условиям Версальского мирного договора крейсера «Гамбург» и «Берлин» были оставлены Германии. «Берлин» служил до 1935 года, после был превращён в плавказарму и корабль-базу. После окончания Второй мировой войны затоплен с грузом отравляющих веществ в Скагерраке. Крейсер «Гамбург» исключён из списков флота в 1931 году, служил в качестве плавказармы. Потоплен авиацией союзников в 1944 году, по иронии судьбы, в городе, в честь которого корабль и был назван — в Гамбурге.

## Список кораблей типа[2]
| Название    | Верфь-строитель          | Дата закладки | Дата спуска на воду | Дата вступления в состав флота | Дата вывода из состава флота/гибели | Судьба |
| ----------- | ------------------------ | ------------- | ------------------- | ------------------------------ | ----------------------------------- | --- |
| SMS Bremen  | AG Weser Бремен          | 1902          | 9 июля 1903         | 19 мая 1904                    | 17 декабря 1915                     | Погиб в Балтийском море в результате подрыва на русском минном поле (по другим данным, в результате атаки британской подводной лодки E-9) |
| SMS Hamburg | AG Vulcan Штеттин        | 1902          | 25 июля 1903        | 8 марта 1904                   | 1944                                | Исключен из списков флота в 1931 г., превращён в плавказарму, погиб в результате налёта союзнической авиации на порт Гамбурга             |
| SMS Berlin  | Kaiserliche Werft Данциг | 1902          | 22 сентября 1903    | 4 апреля 1905                  | 1935                                | Исключен из списков флота |
| SMS Lübeck  | AG Vulcan Штеттин        | 1903          | 26 марта 1904       | 26 апреля 1905                 | 1919                                | Исключен из списков флота |
| SMS München | AG Weser Бремен          | 1903          | 30 апреля 1904      | 1 января 1905                  | 1919                                | Исключен из списков флота |
| SMS Leipzig | AG Weser Бремен          | 1904          | 21 марта 1905       | 20 апреля 1906                 | 8 декабря 1914                      | Погиб в бою у Фолклендских островов |
| SMS Danzig  | Kaiserliche Werft Данциг | 1904          | 23 сентября 1905    | 1 февраля 1907                 | 1919                                | Исключен из списков флота |

## Оценка проекта
Крейсера продемонстрировали преимущества и недостатки последовательного развития типа, если для начала XX века их характеристики выглядели отлично, то после Русско-японской войны они смотрелись весьма средне, особенно в отношении скорости, а к 1913 году окончательно устарели.
| ТТХ крейсеров — разведчиков при эскадрах |                                                     |                                                     |                                                     |                                          |                                                |                                                         |                                                         |
| Характеристики                           | «SMS Nymphe»                                        | «Топаз»                                             | «Аметист»                                           | «Патфайндер»                             | «Изумруд»                                      | «SMS Hamburg»                                           | «SMS Lübeck»                                            |
| Год закладки                             | 1898                                                | 1902                                                | 1903                                                | 1903                                     | 1902                                           | 1902                                                    | 1903                                                    |
| Год ввода в строй                        | 1901                                                | 1904                                                | 1905                                                | 1905                                     | 1904                                           | 1904                                                    | 1905                                                    |
| Размерения, м (Д×Ш×О)                    | 105,1 ×12,2 ×5,44                                   | 113,9×12,2×4,4                                      | 113,9×12,2×4,4                                      | 116×11,77×3,96                           | 111,1×12,2×5,2                                 | 111,1×13,3×5,61                                         | 111,1×13,3×5,40                                         |
| Водоизмещение, т                         | 2659                                                | 3048                                                | 3048                                                | 2946                                     | 3330                                           | 3278                                                    | 3265                                                    |
| Вооружение                               | 10 — 10,5-см, ТА 2×1 — 45-см                        | 12 — 102-мм, 8 — 47-мм, ТА 2×1 — 450-мм             | 12 — 102-мм, 8 — 47-мм, ТА 2×1 — 450-мм             | 10 — 76,2-мм, 8 — 47-мм, ТА 2×1 — 450-мм | 8 — 120-мм, 6 — 47-мм, ТА 3×1 — 380-мм         | 10 — 10,5-см, 10 — 3,7-см, ТА 2×1 — 45-см               | 10 — 10,5-см, 10 — 3,7-см, ТА 2×1 — 45-см               |
| Бронирование, мм                         | Палуба — 20 — 25, скосы — 50, щиты — 50, рубка — 80 | Палуба — 19-25, скосы — 38-51, щиты — 25, рубка- 76 | Палуба — 19-25, скосы — 38-51, щиты — 25, рубка- 76 | Палуба — 16—37, пояс — 51, рубка — 76,2  | Палуба — 30, скосы — 50, щиты — 25, рубка — 30 | Палуба — 20 — 35, скосы — 50—80, щиты — 50, рубка — 100 | Палуба — 20 — 35, скосы — 50—80, щиты — 50, рубка — 100 |
| Энергетическая установка, л. с.          | ПМ, 8000                                            | ПМ, 9800                                            | ПТ, 12 000                                          | ПМ, 16 500                               | ПМ, 17 000                                     | ПМ, 10 000                                              | ПТ, 11 500                                              |
| Дальность плавания, морские мили         | 3560 на 12 узлах                                    | 7000 на 10 узлах                                    | 5500 на 10 узлах                                    |                                          | 4500 на 10 узлах                               | 4270 на 12 узлах                                        | 3800 на 12 узлах                                        |
| Проектная скорость, узлов                | 21,5                                                | 21¾                                                 | 22,5                                                | 25                                       | 24                                             | 22                                                      | 22,5                                                    |
| Максимальная скорость, узлов             | 21,4                                                | 22,3                                                | 23,4                                                | 25,22                                    | 22,5                                           | 23,3                                                    | 23,1                                                    |